# Thespis disparilis
Thespis disparilis är en bönsyrseart som beskrevs av John Obadiah Westwood 1889. Thespis disparilis ingår i släktet Thespis och familjen Thespidae. Inga underarter finns listade i Catalogue of Life.